# Departamento Tilcara
Das Departamento Tilcara liegt im Zentrum der Provinz Jujuy im Nordwesten Argentiniens und ist eine von 16 Verwaltungseinheiten der Provinz. 
Es grenzt im Norden an das Departamento Humahuaca, im Osten an das Departamento Valle Grande, im Süden an das Departamento Ledesma und im Westen an das Departamento Tumbaya. 
Die Hauptstadt des Departamento ist das gleichnamige Tilcara.

## Städte und Gemeinden
Das Departamento Tilcara besteht aus folgenden Gemeinden und Siedlungen:
- Huacalera
- Colonia San José
- Yacoraite
- Maimará
- Tilcara
- Posta de Hornillos
- Angosto de Perchel
- Huachira
- Juella
- Villa Perchel

Koordinaten: 23° 36′ S, 65° 24′ W